# Qal'at al-Jaras
Qal'at al-Jaras (tiếng Ả Rập: قلعة الجراص qal'at al-jarāṣ) là một ngôi làng Syria nằm ở Al-Suqaylabiyah Nahiyah ở quận Al-Suqaylabiyah, Hama. Theo Cục Thống kê Trung ương Syria (CBS), ngôi làng có dân số 776 người trong cuộc điều tra dân số năm 2004.